# Кейжада (пирожное)
Кейжада (порт. Queijada) — это пирожное, которое наиболее известно в португальском городе Синтра. Десерт готовят из особого вида сыра - requeijão, яиц, молока и сахарной пудры. Также такие пирожное производят на Мадейре, Азорских островах, в Оэйраше, в Эворе и в Монтеморе-у-Велью.
В Бразилии существует похожая выпечка — кейжадинья (Queijadinha). По всей видимости, эти бразильские кексы происходят от португальской кейжады. Существует множество видов «кейжадиньяс», но традиционный готовится из следующих основных ингредиентов: тёртого кокоса и сыра, сгущённого молока, сахара, масла и яичных желтков. Кейжадиньяс очень распространены в пекарнях и на детских праздниках.